# Сорбье (Алье)
Сорбье́ (фр. Sorbier) — коммуна во Франции, находится в регионе Овернь. Департамент коммуны — Алье. Входит в состав кантона Жалиньи-сюр-Бебр. Округ коммуны — Виши.
Код INSEE коммуны — 03274.

## Население
Население коммуны на 2008 год составляло 290 человек.
| 1962 | 1968 | 1975 | 1982 | 1990 | 1999 | 2008 |
| ---- | ---- | ---- | ---- | ---- | ---- | ---- |
| 427  | 471  | 422  | 364  | 310  | 307  | 290  |

## Экономика
В 2007 году среди 165 человек в трудоспособном возрасте (15—64 лет) 113 были экономически активными, 52 — неактивными (показатель активности — 68,5 %, в 1999 году было 61,8 %). Из 113 активных работали 97 человек (50 мужчин и 47 женщин), безработных было 16 (9 мужчин и 7 женщин). Среди 52 неактивных 10 человек были учениками или студентами, 23 — пенсионерами, 19 были неактивными по другим причинам.